# Метионин
Метионин — алифатическая серосодержащая α-аминокислота, бесцветные кристаллы со специфическим неприятным запахом, растворимые в воде, входит в число незаменимых аминокислот. Содержится во многих белках и пептидах (метионин-энкефалин, метионин-окситоцин). Значительное количество метионина содержится в казеине.
Метионин также служит в организме донором метильных групп (в составе S-аденозил-метионина) при биосинтезе холина, адреналина и др., а также источником серы при биосинтезе цистеина.

## Свойства и синтез
Метионин по своим свойствам является типичной алифатической аминокислотой, метилсульфидный фрагмент при восстановлении красным фосфором в йодистоводородной кислоте деметилируется с образованием гомоцистеина; в мягких условиях окисляется до метионинсульфоксида, под действием перекиси водорода, хлорной кислоты и других сильных окислителей — до соответствующего сульфона.
Первоначально в промышленности метионин выделяли из гидролизатов казеина, однако в настоящее время метионин получают синтетически. Промышленный синтез DL-метионина осуществляют исходя из акролеина. На первой стадии присоединением метилмеркаптана к акролеину синтезируют 3-метилтиопропионовый альдегид:
{\displaystyle {\mathsf {CH_{3}SH+H_{2}C{\text{=}}CH{\text{-}}CHO\rightarrow CH_{3}SCH_{2}CH_{2}CHO}}}
который далее используется в качестве карбонильного компонента синтеза Штреккера:
{\displaystyle {\mathsf {CH_{3}SCH_{2}CH_{2}CHO+HCN+NH_{3}\rightarrow CH_{3}SCH_{2}CH_{2}CH(NH_{2})CN}}}
{\displaystyle {\mathsf {CH_{3}SCH_{2}CH_{2}CH(NH_{2})CN+H_{2}O\rightarrow CH_{3}SCH_{2}CH_{2}CH(NH_{2})COOH}}}

## Роль в питании
Метионин является незаменимой аминокислотой, то есть не синтезируется в организме человека. Содержится в следующих продуктах питания:
| Вид пищи                                                         | г/100 г |
| ---------------------------------------------------------------- | ------- |
| Яйцо, высушенный белок, порошок с пониженным содержанием глюкозы | 3.204   |
| Семя кунжута, мука (пониженное содержание жира)                  | 1.656   |
| Бразильский орех                                                 | 1.008   |
| Изолят соевого белка                                             | 0.814   |
| Курятина, жареная                                                | 0.801   |
| Тунец, консервированный в воде                                   | 0.755   |
| Ростки пшеницы                                                   | 0.456   |
| Овёс                                                             | 0.312   |
| Арахис                                                           | 0.309   |
| Нут                                                              | 0.253   |
| Кукуруза, жёлтая                                                 | 0.197   |
| Миндаль                                                          | 0.151   |
| Фасоль пинто, приготовленная                                     | 0.117   |
| Чечевица, приготовленная                                         | 0.077   |
| Рис, неочищенный, среднее зерно, приготовленный                  | 0.052   |
| Капуста                                                          | 0.012   |

| Продукт                        | Белок    | Метионин | М/Б   |
| ------------------------------ | -------- | -------- | ----- |
| Свинина сырая                  | 21,26 г  | 0 554 мг | 2,6 % |
| Сырое куриное филе             | 21,23 г  | 0 552 мг | 2,6 % |
| Сырое филе лосося              | 20,42 г  | 0 626 мг | 3,1 % |
| Куриное яйцо                   | 12,57 г  | 0 380 мг | 3,0 % |
| Коровье молоко, 3,7 % жирности | 0 3,28 г | 0 82 мг  | 2,5 % |
| Кунжут                         | 17,73 г  | 0 586 мг | 3,3 % |
| Бразильский орех               | 14,32 г  | 1008 мг  | 7,0 % |
| Грецкие орехи                  | 15,23 г  | 0 236 мг | 1,5 % |
| Мука пшеничная г/п             | 13,70 г  | 0 212 мг | 1,5 % |
| Кукурузная мука                | 0 6,93 г | 0 145 мг | 2,1 % |
| Рис неочищенный                | 0 7,94 г | 0 179 мг | 2,3 % |
| Соя высушенная                 | 36,49 г  | 0 547 мг | 1,5 % |
| Горох цельный лущенный         | 24,55 г  | 0 251 мг | 1,0 % |

Метионин используется в качестве аминокислотной добавки к кормам в птицеводстве и скотоводстве.
У пожилых людей отмечена связь между[неопределённость] сниженным потреблением метионина и продолжительностью жизни. Предположительный механизм эффекта связан с избыточным синтезом[неопределённость] белков клетками стареющего организма, который замедляется при недостатке метионина[неопределённость].

## Метаболические заболевания
Распад метионина нарушается при следующих заболеваниях обмена веществ:
- Комбинированная малоновая и метилмалоновая ацидурия (KMAMMA)
- Гомоцистинурия
- Метилмалоновая ацидемия
- Пропионовая ацидемия

## Метионин и его производные в фармакологии
Фармакологический препарат метионина оказывает некоторое липотропное действие, повышает синтез холина, лецитина и других фосфолипидов, в некоторой степени способствует снижению содержания холестерина в крови и улучшению соотношения фосфолипиды/холестерин, уменьшению отложения нейтрального жира в печени и улучшению функции печени, может оказывать умеренное антидепрессивное действие (по-видимому, за счёт влияния на биосинтез адреналина).
S-аденозил-метионин (Адеметионин, SAMe, гептрал, гептор) оказывает более сильное положительное действие на функцию печени и более выраженное антидепрессивное действие, чем метионин. В фармакологии используется как стимулятор регенерации печени, антифибротик, антихолестатик, антидепрессант. В эксперименте показана антифибротическая (противорубцовая) активность адеметионина.
Метил-метионин-сульфоний (в фармакологии известен как «метиосульфония хлорид»), иногда условно называемый «витамином U» (от лат. ulcus — язва), обладает выраженным цитопротективным действием на слизистую желудка и двенадцатиперстной кишки, способствует заживлению язвенных и эрозивных поражений слизистой желудка и двенадцатиперстной кишки.

## Метионин в радиологии
Метионин, меченый радиоактивным изотопом {\displaystyle {\ce {^14}}}C, обладает свойством избирательно накапливаться в опухолевой ткани.
Это позволяет использовать его в качестве радиофармпрепарата при онкологических исследованиях головного мозга.